# Шпиро Ђурановић
Шпиро Ђурановић (Ђурићи, 1864. — Каменари, 1910.) био је српски сликар из Црне Горе.  

## Биографија
Шпиро Ђурановић је одрастао у повољним условима. Његов отац Драго, бродовласник, одржавао је везу са Одесом, где је његов брат Мато (Шпиров стриц) радио као богати трговац. Тако је Шпиро, након завршене гимназије у Трсту, на позив стрица отишао у Русију, у Кијев, гдје је завршио студије сликарства на тамошњој Академији.
У Боку которску се вратио 1890. Сликао је портрете, иконе и иконостасе. Радио је у духу романтизма са елементима византијске, зографске уметности. Дела су му сачувана у породичној галерији Вериге у Каменарима.
Слике Шпире Ђурановића се још налазе у: 
- Народном музеју Црне Горе на Цетињу,
- Поморском музеју Црне Горе у Котору,
- Народном музеју у Београду,
- Галерији Српске академије наука и уметности.

Ђурановић је насликао око 20 иконостаса у црквама у Бококоторском заливу. Најпознатије су у Кртолама, Јошици и Ораховцу. Аутор је слике на таваници фрањевачке цркве у Котору, посвећене свецу заштитнику ове цркве. Радио је на фигуралним композицијама и пејзажима. За своју слику Девојка, изложену 1907. у Руској Думи, награђен је златном медаљом.